# بوبي فيليبس
بوبي فيليبس (بالإنجليزية: Bobbie Phillips)‏ هي ممثلة أمريكية، ولدت في 29 يناير 1968 بتشارلستون في الولايات المتحدة.

## أعمال

### مسلسلات
- دارما وغريغ

## وصلات خارجية
- بوبي فيليبس على موقع IMDb (الإنجليزية)
- بوبي فيليبس على موقع ألو سيني (الفرنسية)
- بوبي فيليبس على موقع أول موفي (الإنجليزية)
- بوبي فيليبس على موقع قاعدة بيانات الأفلام السويدية (السويدية)
- بوبي فيليبس على موقع قاعدة بيانات الفيلم (الإنجليزية)
- بوبي فيليبس على موقع كينوبويسك (الروسية)